# Kollektivhuset Blackeberg

Kollektivhuset Blackeberg, var ett kollektivhus på Holbergsgatan 82–84 i Blackeberg i Stockholms västra förorter. Byggnaden ligger i kvarteret Islänningen 1.
Huset, ett sjuvånings punkthus med 84 små lägenheter, byggdes och finansierades 1952 av byggmästaren Olle Engkvist i egen regi för uthyrning. Huset, som enbart innehöll lägenheter om 1 rum och kokvrå på 28 – 38 kvadratmeter, riktade sig till ensamstående och unga familjer utan barn. Fastigheten ritades av arkitekterna SAR Hjalmar Klemming och Erik Thelaus.
Flera kategorihus av denna typ, exempelvis Kvinnornas hus, YK-huset och Elfvinggården, hade byggts sedan slutet av 1930-talet, uppmuntrade av bland andra Alva Myrdal och Svenska Slöjdföreningen. 
Fastigheten hade ursprungligen ett gemensamt centralkök med en restaurang och en matutlämning, butik, städhjälp och en tvättstuga. Med tanke på målgruppen fanns dock inget barndaghem, vilket annars var vanligt i denna typ av kollektivhus.
I en annons för Kollektivhuset Blackeberg beskrevs huset: “Besök den välsorterade livsmedelsaffären i Kollektivhuset i Blackeberg  …  Pröva våra hembakade wienerbröd! Lunch- och middagsgäster emottagas i kollektivhusets restaurant.”